# Джентльмени удачі
«Джентльме́ни уда́чі» (рос. «Джентльмены удачи») — російський радянський односерійний художній фільм, знятий 1971 року режисером Олександром Сєрим. Один із найкультовіших радянських фільмів, лідер радянського кінопрокату 1972 року — понад 65 мільйонів глядачів. В Україні фільм транслювався на Інтер, 1+1, Україна (телеканал) та СТБ

## Історія створення
Зйомки фільму почались 5 грудня 1970 року і завершилися 25 червня 1971 року.
Режисер фільму Олександр Сєрий сам бував в місцях ув'язнення і кримінальний жаргон знав не з чуток. Один зі сценаристів фільму, Георгій Данелія, вирішив допомогти колезі, що недавно повернувся з-за ґрат, в творчості і спільно з Вікторією Токарєвою написав сценарій і отримав добро на зйомки в Держкіно. Також він узяв активну участь в підборі акторів і зйомках фільму. Свою роль в створенні фільму Георгій Данелія охарактеризував як «художній керівник», хоча режисером залишався Олександр Сєрий.
Міліція віднеслася до сценарію майбутьного фільму в цілому прихильно, а глава МВС Щолоков сміявся над фільмом до сліз, але через велику кількість тюремного жаргону стрічку «гальмували» до тих пір, поки її не переглянув Брежнєв. Він дав добро, зауваживши, що усі блатні терміни з цього кіно знає сьогодні кожний хлопець.
Картина мала успіх в прокаті і стала популярною. Багато реплік з фільму стали крилатими фразами.

## Сюжет
У Середній Азії троє злочинців викрадають золотий шолом Олександра Македонського з місця розкопок археологічної експедиції. Заявивши у Москві до міліції, голова експедиції, професор Микола Георгійович Мальцев, випадково зустрічається в автобусі з людиною, як дві краплі води схожою на ватажка злочинців — бандита Олександра Олександровича Білого на прізвисько «Доцент». Ним виявляється наймиліша людина, завідувач дитячим садком Євген Іванович Трошкін, учасник Німецько-радянської війни, талановитий педагог і непоганий артист.
Непорозуміння тут же з'ясовується, але про Трошкіна згадують пізніше. Всіх трьох злодіїв вже піймали та засудили, проте викраденого шолома у них не знайшли. Співробітники міліції вмовляють завідувача дитсадком скористатися своєю схожістю з Доцентом, щоб знайти викрадений шолом. Замаскований Трошкін вирушає до Середньої Азії, до однієї із колоній. Там відбувають покарання співучасники Доцента (сам ватажок сидить у підмосковній колонії) — Федір Петрович Єрмаков (Косий) і Гаврило Петрович Шереметьєв (Хмир).
За легендою, Псевдо-Доцент вдарився головою і частково втратив пам'ять: забув, де захований шолом. Але Косий і Хмир мало що знають про зв'язки та плани Доцента. Не будучи москвичами, при всьому бажанні вони не можуть назвати місця, де побував Доцент і де вони востаннє бачили шолом. Співробітники міліції готують «втечу» для трійці. Далі Трошкін повинен привезти їх до Москви, щоб там продовжити «роботу» на місці.
Разом з людьми Доцента тікає ще один в'язень, дрібний розкрадач соціалістичної власності, Василь Алібабаєвич, який сидів у колонії за те, що розводив бензин ослячою сечею. Але втеча йде не за планом: в'язні повертають не туди і їдуть в цистерні з рідким цементом у незапланованому напрямку. Вони опиняються у незнайомому місті Новокасимську, без грошей, документів і навіть без верхнього одягу. Винахідливість Трошкіна допомагає їм заробити (а спільники впевнені, що вкрасти) трохи грошей, щоб вистачило на одяг і готель.
Налагодивши зв'язок із органами, всі четверо дістаються до Москви, де спочатку поселяються у старому будинку, приготованому до знесення. Але через те, що Василь Алібабаєвич використовує несправний примус, будинок згорає при пожежі, і четвірка їде на «дачу одного бариги» (насправді це дача професора Мальцева). Везучи своїх двох підручних і «одного зайвого» із замаскованою міліцією, Трошкін поступово окреслює коло спілкування справжнього Доцента. Але один із колишніх спільників останнього не бажає розмовляти, мотивуючи це тим, що «зав'язав», і підтверджує свої слова тим, що спускає Трошкіна зі сходів. Інший спільник, гардеробник Прохоров, просить зустрітися завтра о п'ятій біля Большого театру. Але перед зустріччю гардеробник вирішує дізнатися, чи це насправді Доцент і підсилає до Трошкіна спільника Митяя, якого той не знає. Митяй переконується, що це не Доцент, і гардеробник на зустріч не виходить. Тепер обидва знають, що є двійник, якого вони позначили «лягавий».
В міліції Трошкіну надходить термінова вказівка згорнути операцію, оскільки справжній Доцент втік з місця позбавлення волі і невдовзі вийде на своїх співучасників. Але Трошкін попросив дозволу залишитися зі своїми підопічними, щоб зустріти Новий рік. Перебуваючи тривалий час у такій компанії, Трошкін, крім міліцейського завдання, взяв на себе добровільну місію — пробудити у злодіях-рецидивістах совість і заставити їх переосмислити прожите життя, однак робити йому це доводиться не виходячи з образу запеклого рецидивіста. На дачі під бій курантів Трошкін промовляє новорічний тост, досить нетиповий для Доцента. Підопічних він аніскільки не здивував: вони вважають ці слова прикриттям якогось чергового злочину і згадують минулі звірства Доцента.
Тим часом справжній Доцент дістається до Мітяя, у якого переховується Прохоров. Гардеробник вітає гостя, після чого Мітяй та гардеробник, не змовляючись, вирішують, що перед ними той самий «лягавий», який напередодні чекав Прохорова на зустріч. Доцент просить його сховати. Обіцяючи виконати прохання, вони вирушають на будівництво багатоповерхівки, де намагаються вбити Доцента. Той люто пручається і скидає Митяя з даху, в той час як Прохоров витягує пістолет. Однак на цьому сцена раптово обривається.
На дачі Трошкін вручає Шереметьєву лист від рідних. Прочитавши листа і не витримавши страждань совісті, Гаврило Петрович вирішує накласти на себе руки, але його своєчасно рятує швидка. Після від'їзду швидкої виникли побоювання, що жінка-лікар може «здати» злочинців міліції, але їх перервав Трошкін, сказавши, що вбив лікаря. Це стає останньою краплею, і доведені до стресу злочинці наважуються на відчайдушний хід — добровільно віддати себе в руки правосуддя.
Трошкін вирішує розкритися перед підопічними, але не встигає: ті знешкоджують його, зв'язують і затикають рота.
Зміркувавши в цей момент, де захований шолом, з якого все розпочалося, вони вирушають на озеро до ополонки, залишивши зв'язаного Трошкіна в будинку. Але на водоймі їх знаходить справжній Доцент. Бандит змушує Косого пірнути за шоломом в ополонку, і археологічна цінність знову потрапляє до рук Доцента. Раптом його гукає «близнюк»: Трошкін, звільнений дочкою професора Мальцева Людмилою, яка приїхала на дачу, примчав на допомогу своїм підопічним. Двійники зустрічаються віч-на-віч.
Трошкін вибиває ногою ніж з рук Доцента, але той відразу дістає пістолет (той самий, що був у гардеробника). Стає зрозуміло, що він вб'є Трошкіна. Косий, Хмир і Василь Алібабаєвич оглушують веслом спочатку Доцента, а потім і його «близнюка» — вирішивши, що «чим більше здамо, тим краще». Таким чином, кровопролиття вдається уникнути.
Потім на місці дії з'являється міліція і заарештовує справжнього Доцента. Професор Мальцев, який приїхав разом з міліцією, переможно підіймає над головою знайдений шолом і міліцейські машини, розвернувшись, їдуть. Косий, Хмир і Василь Алібабаєвич не розуміють, чому їх не заарештувала міліція. В цей час зупиняється одна із машин, з якої виходить Трошкін — цього разу вже без перуки та гриму. Нічого не розуміючи, уявні співучасники тікають в далечінь. Трошкін біжить за ними і намагається все пояснити.

## У ролях
- Євген Леонов — Євген Іванович Трошкін / «Доцент» Сан Санич Білий
- Георгій Віцин — Гаврило Петрович Шереметьєв, він же «Хмир»
- Савелій Крамаров — Федір Петрович Єрмаков, він же «Косий»
- Раднер Муратов — Василь Алібабаєвич (Алі-Баба)
- Ераст Гарін — Микола Георгійович Мальцев, професор-археолог
- Олег Відов — Володимир Миколайович Славін, старший лейтенант міліції
- Микола Олялін — Верченко, полковник міліції
- Наталія Фатєєва — Людмила, дочка професора Мальцева
- Катерина Мазурова — мати Трошкіна
- Анатолій Папанов — шахіст у готелі
- Любов Соколова — завідувачка дитячого садка
- Володимир Уан-Зо-Лі — начальник колонії
- Павло Шпрінгфельд — Прохоров, гардеробник у концертному залі
- Анатолій Яббаров — Митяй, спільник гардеробника
- Наталія Воробйова — вихователька в дитячому садку
- Олексій Ванін — колишній злодій, який спустив «Доцента» зі сходів
- Зоя Василькова — Маша, двірничка
- В'ячеслав Гостинський — благовидний глядач
- Олександр Лебедєв — міліціонер
- Галина Мікеладзе — співачка
- Володимир Протасенко — Мишко, друг «Косого»
- Роман Філіппов — «авторитет» Нікола Пітерський
- Л. Любомудрова
- Світлана Старикова — дівчина Таня на вулиці (в титрах не вказана)
- Олександр Лук'янов — епізод (в титрах не вказаний)
- Микола Данелія — хлопчик з собакою (в титрах не вказаний)
- Юрій Потьомкін — ув'язнений (в титрах не вказаний)
- Микола Сморчков — оперативник (в титрах не вказаний)
- Іван Турченков — ув'язнений (в титрах не вказаний)
- Вадим Захарченко — водій, що вивіз «утікачів»
- Тулкін Таджиєв — молодий міліціонер — водій цементовоза, в чию машину вони повинні були за планом залізти

### Виконання пісень
- Лариса Мондрус — виконання пісень
- дитячий хор Інституту художнього виховання АПН СРСР — виконання пісні «Белые снежинки кружатся с утра», слова І. Шаферан, музика Г. Гладкова

## Знімальна група
- Автори сценарію: Георгій Данелія, Вікторія Токарєва
- Режисер-постановник: Олександр Сєрий
- Оператори-постановники: Віктор Пищальников, Михайло Агранович, Георгій Купріянов
- Композитор: Геннадій Гладков
- Художник-постановник: Борис Немечек
- Костюми: Валентин Перельотов
- Монтажер: Маріна Ренкова
- Виконання музики: оркестр Вадима Людвіковського
- Виконання пісень: Лариса Мондрус

## Технічні дані
- Виробництво: Мосфільм
- Художній фільм, односерійний, телевізійний, кольоровий

## Цікаві факти
- Євген Іванович Трошкін завідував московським дитячим садком № 83, розташованому на Кастанаєвській вулиці (на той момент Кунцевський район). На роботу Трошкін їздив автобусом 89-го маршруту, що курсував в ті роки від вулиці Герасима Куріна до площі Ногіна, і проїжджав коло Кастанаєвської вулиці. Трошкін проживає у спальному районі в типовій п'ятиповерхівці. Можна припустити, що живе Трошкін в декількох зупинках від місця роботи (про це непрямо свідчать факти, що Діма, син двірнички Маші, яка працює у дворі дому Трошкіна, також ходить у 83-й дитсадок), а під час імітації пограбування власної квартири Трошкін і спільники поблизу будинку зустрічають групу дітей з того ж дитсадка 83.
- «Мужик в піджаку» — це пам'ятник Михайлу Юрійовичу Лермонтову, встановлений навпроти будинку на Каланчовській вулиці, в якому він і народився. Пам'ятник роботи скульптора Ісаака Бродського встановлений 1965 року, коли Лермонтовською називалися і площа і станція метро «Красні ворота».
- Фраза «Археологи з Томська» вважається серед томичів найвідомішою згадкою про Томськ в кінематографі. В іронічному сенсі вживається щодо томських археологів, що працюють в інших регіонах.
- Доцент заховав шолом в ополонці в Малаховці. Річка, на якій знаходиться Малаховка, називається Македонка.
- У фільмі втікачі з в'язниці Хмир, Косий і Василь Алібабаєвич ховалися в цистерні з рідким бетоном. Насправді Георгія Віцина, Савелія Крамарова і Раднера Муратова завантажили в цистерну з підфарбованою хлібною закваскою. Коли потрібні кадри відзняли, Георгій Віцин знову поліз в цистерну. Хтось сказав йому, що рідина, настояна на 23 лікарських травах, робить молодше на 15 років.
- Автоцистерна, в якій втікають герої, виготовлена на шасі вантажного автомобіля «УралЗІС-355М» — одного з найраритетніших в цей час радянських вантажних автомобілів (у країнах СНД збереглось не більше 10 подібних машин).
- Євгена Леонова так і не вдалося посадити на верблюда. Актор категорично відмовлявся забиратися між двома горбами тварини і проїхати хоча б 100 метрів. Довелося застосовувати хитрість — Крамаров та Віцин їхали на справжньому верблюді, а Євгена Павловича везли на спині людини зі знімальної групи.
- Партія, в якій Хмир виграв капелюх у азартного героя Анатолія Папанова, виглядає так: 1. e2-e4 e7-e5 2. Кg1-f3 Кb8-c6 3. Сf1-c4 Кc6-d4 4. Кf3:e5 Фd8-g5 5. Кe5:f7 Фg5:g2 6. Тh1-f1 Фg2:e4+ 7. Сc4-e2 Кd4-f3x. Судячи з усього, Хмир дійсно непогано грає в шахи, оскільки відмінно знає дуже ефективну і несподівану дебютну пастку.
- На дачі герой Савелія Крамарова «Косий» курить сигари марки Hoyo De Monterey.
- Прем'єра кінокомедії відбулась 13 грудня 1971 року в московському кінотеатрі «Росія», а наступного дня спекулянти вже продавали квитки за три карбованці. У касі вони коштували 20 копійок, але дістати їх було неможливо.
- Пам'ятник «джентльменам удачі» — Доценту, Косому, Василю Алібабаєвичу і верблюду Васі встановили в квітні 2006 року в казахстанському місті Тараз — колишньому Джамбулі. Автор скульптурної композиції Темірхан Колжигін розповів, що пам'ятник замовив місцевий підприємець Агаділ Єрекбаєв, що відкрив ринок в центрі міста і вирішив таким чином прикрасити його. У групі, правда, бракує Хмиря. Композиція зроблена з бетону і прикрашена бронзовою фарбою. Висота фігур більше двох метрів.
- Після еміграції Савелія Крамарова в США його прізвище було вирізане з титрів фільму. В такому вигляді фільм демонструвався на телебаченні.
- Поки Трошкін зустрічається з лейтенантом Славіним і купує тренувальні костюми, його спільники сидять на стадіоні та імітують процес читання газети. Цікавими є самі газети, текст у них набраний арабським письмом. Але в СРСР ще у 20-х роках відмовились від арабського письма для народів Середньої Азії, перейшовши спочатку на латиницю, а потім і на кирилицю. Напевно, ці газети або є містифікацією, або мають закордонне походження.
- Трошкін і компанія, перебравшись в Москву, зупиняються у виселеному будинку номер 8 на Кінному провулку, розташованому в Октябрському районі. Однак, коли Хмир дивиться у вікно і спостерігає за дітьми, що кружляють навколо ялинки на ковзанах, перед нами постають околиці Чистопрудного бульвару, а це вже Бауманський район.

## Помилки у фільмі
- Євгеній Іванович Трошкін їде з дому на роботу автобусом ЛіАЗ-677 89-го маршруту, який в той час курсував за маршрутом: Площа Ногіна — вулиця Герасима Куріна. Пізніше він говорить: «Мене знає весь Черьомушкінський район». Це означає, що він не може жити чи працювати в районі Черьомушки, оскільки даний маршрут автобуса туди зовсім не заходить.
- Доцент займає найкраще місце в тюремній камері (біля вікна). Потім виявляється, що найкраще місце належить Василю Алібабаєвичу, який не схожий на тюремного авторитета.
- Відбиток черевика вже присутній на штанах «Доцента» до того, як його штовхає Нікола Пітерський.
- Гардеробник призначає зустріч Трошкіну біля Большого театру о 17 годині. Але невдала зустріч відбувається напередодні Нового року, а в цей час о 5 годині вечора на широті Москви вже темно.
- Герої фільму сідають у таксі. На машині присутні щітки склоочищувача («двірники»). Коли герої виходять з машини, щіток вже нема[4].
- Полковник називає Євгену Івановичу адресу, де вони проживатимуть: Кінний провулок, будинок № 8. Це в районі метро «Шаболовська» — метро «Жовтнева». Але коли показують вигляд з вікна «цього будинку», видно район Чисті пруди і «театр Современник» (це зовсім різні райони Москви).
- У вагоні електропоїзда ЕР2 дев'ять великих і одне мале вікно. На початку сцени, коли герої їдуть в електричці на дачу, видно, що вони сидять один навпроти одного і ззаду них два великих і одне мале вікно. Коли камеру повертають на 180 градусів і показують Шереметьєва і Василя Алібабаєвича, ззаду них також два великих і одне мале, хоча повинно бути шість великих вікон (тобто герої пересіли в купе навпроти у другого борту).
- Наприкінці фільму у Василя Алібабаєвича руки підняті вгору. Коли до нього підходить професор Мальцев, то шолом опиняється у нього на голові.
- У сцені, де Євген Іванович Трошкін прийшов у дитячий садок позичити гроші, на його руці видно татуювання: палаюча електролампочка. В наступних епізодах, коли він лає «шахістів» і коли він носить батареї, та ж лампочка перевертається на 180 градусів.
- У сцені перетягування батарей в Хмиря періодично то з'являється, то зникає хустина-бандана на голові.
- У сцені зарядки на морозі у всіх «втікачів» наколки чіткі. Але тільки-но вони починають розтиратися снігом — вони змазуються, фактично перетворюючись у плями.
- У кінці фільму, коли під'їжджають міліцейські машини, за кількістю слідів видно, що цей дубль повторювали декілька разів.
- За правилами експлуатації автоцистерн вони можуть рухатися дорогами або порожніми, або заповненими доверху. Таким чином, втеча «джентльменів удачі» в реальності закінчилась би трагічно.
- Після того як Хмир, Косий і Василь Алібабаєвич від'їжджають з дачі в Малаховку, на дачу повторно приїжджає дочка професора Мальцева Людмила. Коли вона кричить «Археологи, ау!», в будинку чиясь рука рухає шторку, при цьому окрім зв'язаного Трошкіна в будинку нікого бути не повинно.
- Помилка щодо розташування дитсадка 83 є в першому абзаці цікавих фактів: то туди іхати автобусом, то при втечі від двірнички він поряд з домом Трошкіна.
- При спуску з даху будинку Трошкіна після скидування снігу трійця долає кілька поверхів, хоч квртира Трошкіна на 4-му поверсі, а дім 5-ти поверховий. Про те, що жив на 4-му, ясно з фрази: «Один на п'ятий, другий на третій», — не ясно і чому зразу один не лишився чатувати на п'ятому поверсі.

## Ремейк
В 2012 році вийшов ремейк "Джентльмени, удачі". Дія перенесена в 2012 рік. Фільм отримав негативні відгуки критиків